# Grand Prix Dobrich
Le Grand Prix Dobrich I est une course cycliste bulgare. Une seule édition, faisant partie de l'UCI Europe Tour en catégorie 1.2, a eu lieu en 2012. Il comprenait deux courses, nommées Grand Prix Dobrich I et Grand Prix Dobrich II dans le calendrier de courses.

## Palmarès
Grand Prix Dobrich I
| Année | Vainqueur      | Deuxième          | Troisième           |
| ----- | -------------- | ----------------- | ------------------- |
| 2012  | Martin Grashev | Nebojša Jovanović | Ali Rıza Tanrıverdi |

Grand Prix Dobrich II
| Année | Vainqueur      | Deuxième      | Troisième         |
| ----- | -------------- | ------------- | ----------------- |
| 2012  | Stefan Hristov | Vladimir Koev | Krisztián Lovassy |